# Женска фудбалска репрезентација Канаде
Женска фудбалска репрезентација Канаде (енгл. Canada women's national soccer team, фр. Équipe du Canada féminine de soccer) је женски фудбалски тим који представља Канаду на међународним такмичењима и такмичи се у Конфедерацији фудбалског савеза Северне, Централне Америке и Кариба (Конкакаф).
Тим је достигао међународну такмичарски ниво на Светском првенству у фудбалу за жене 2003. године, изгубивши у мечу за бронзану медаљу од Сједињених Држава. Канада се квалификовала за свој први олимпијски турнир за жене у фудбалу 2008. године, пласиравши се у четвртфинале. Канада је освајачица златне олимпијске медаље (2020), двострука освајачица женског првенства Конкакафа и двострука освајачица бронзане олимпијске медаље прву из Лондона 2012. где је у утакмици за треће место савладала репрезентације Француску са 1 : 0 у Ковентрију и из Рио де Жанеира 2016, након што је победила домаћина Бразил са 2 : 1 у Сао Паулу.
Најпопуларнији део женског фудбала у Канади је везан за У-20 тим (У-19 пре 2006. године), делом због тога што је Канада била домаћин инаугурационог Светског првенства за жене ФИФА У-19 2002. године, турнира на којем је тим освојио сребро пред 47.784 навијача на стадиону Комонвелт у Едмонтону, Алберта. Канада је такође била домаћин ФИФА Светског првенства за жене 2015, где су елиминисане у четвртфиналу од Енглеске. Канада је поставила турнирски и тимски рекорд по посећености у процесу, са укупно 1.353.506 гледалаца или 54.027 гледалаца по утакмици.

## Историја
Женска фудбалска репрезентација Канаде одиграла је своју прву међународну утакмицу 7. јула 1986. године, на којој је поражена од женске репрезентације Сједињених Држава са 2 : 0 у гостима. Први велики турнир тима био је ФИФА Светско првенство за жене 1995. године у Шведској, где је тим остварио један реми и два пораза у групној игри и није успео да иде у следећу фазу. Први успех репрезентације на значајнијем турниру било је ФИФА Светско првенство за жене 2003. у Сједињеним Државама, где је Канада завршила на четвртом месту, први пут доспевши у полуфинале великог светског турнира. Канада је по први пут била домаћин ФИФА Светског првенства за жене 2015. где су се пласирале у четвртфинале. Канадски тим освојио је бронзану медаљу и на Олимпијским играма 2012. и 2016., а најбољи резултат на било ком великом светском турниру била је победа златне медаље на Летњим олимпијским играма 2020.
Капитен Кристин Синклер је названа „кичма“ канадског националног тима, 2016. године одигравши 250. утакмицу, док је била прва у свету по међународним головима које је постигао било који играч, мушкарац или жена. Проглашена је за најбољу играчицу Канаде у фудбалу сваке године од 2004. до 2014. године, а номинована је и за ФИФА-ину награду за најбољу играчицу света за жене. Упркос другим спекулацијама, она је 2016. потврдила да планира да се такмичи на Светском првенству за жене 2019. и Олимпијским играма 2020. године, што је и учинила.  Такође је додала пре Олимпијских игара 2016. да су „млади играчи који су дошли у овај олимпијски тим донели енергију и страст у наш тим и подигли летвицу.“

## Достигнућа

### Светско првенство за жене
| Светско првенство у фудбалу за жене резултати | Светско првенство у фудбалу за жене резултати | Светско првенство у фудбалу за жене резултати | Светско првенство у фудбалу за жене резултати | Светско првенство у фудбалу за жене резултати | Светско првенство у фудбалу за жене резултати | Светско првенство у фудбалу за жене резултати | Светско првенство у фудбалу за жене резултати | Светско првенство у фудбалу за жене резултати |
| Година                                        | Резултат                                      | Ранг                                          | Утакмица                                      | Победа                                        | Жреб*                                         | Изг                                           | ГД                                            | ГП                                            |
| --------------------------------------------- | --------------------------------------------- | --------------------------------------------- | --------------------------------------------- | --------------------------------------------- | --------------------------------------------- | --------------------------------------------- | --------------------------------------------- | --------------------------------------------- |
| 1991.                                         | Није се квалификовала                         | Није се квалификовала                         | Није се квалификовала                         | Није се квалификовала                         | Није се квалификовала                         | Није се квалификовала                         | Није се квалификовала                         | Није се квалификовала                         |
| 1995.                                         | Групна фаза                                   | 10/12                                         | 3                                             | 0                                             | 1                                             | 2                                             | 5                                             | 13                                            |
| 1999.                                         | Групна фаза                                   | 12/16                                         | 3                                             | 0                                             | 1                                             | 2                                             | 3                                             | 12                                            |
| 2003.                                         | Четврто место                                 | 4/16                                          | 6                                             | 3                                             | 0                                             | 3                                             | 10                                            | 10                                            |
| 2007.                                         | Групна фаза                                   | 9/16                                          | 3                                             | 1                                             | 1                                             | 1                                             | 7                                             | 4                                             |
| 2011.                                         | Групна фаза                                   | 16/16                                         | 3                                             | 0                                             | 0                                             | 3                                             | 1                                             | 7                                             |
| 2015.                                         | Четвртфинале                                  | 6/24                                          | 5                                             | 2                                             | 2                                             | 1                                             | 4                                             | 3                                             |
| 2019                                          | Осмина финала                                 | 11/24                                         | 4                                             | 2                                             | 0                                             | 2                                             | 4                                             | 3                                             |
| 2023.                                         | биће одређено                                 | биће одређено                                 | биће одређено                                 | биће одређено                                 | биће одређено                                 | биће одређено                                 | биће одређено                                 | биће одређено                                 |
| Укупно                                        | 7/9                                           | Најбољи: 4.                                   | 27                                            | 8                                             | 5                                             | 14                                            | 34                                            | 52                                            |

### Олимпијске игре
| Олимпијске игре резултати | Олимпијске игре резултати | Олимпијске игре резултати | Олимпијске игре резултати | Олимпијске игре резултати | Олимпијске игре резултати | Олимпијске игре резултати | Олимпијске игре резултати |
| Година                    | Резултат                  | Ута                       | Поб                       | Нер*                      | Изг                       | ГД                        | ГП                        |
| ------------------------- | ------------------------- | ------------------------- | ------------------------- | ------------------------- | ------------------------- | ------------------------- | ------------------------- |
| 1996.                     | Није се квалификовала     | Није се квалификовала     | Није се квалификовала     | Није се квалификовала     | Није се квалификовала     | Није се квалификовала     | Није се квалификовала     |
| 2000.                     | Није се квалификовала     | Није се квалификовала     | Није се квалификовала     | Није се квалификовала     | Није се квалификовала     | Није се квалификовала     | Није се квалификовала     |
| 2004.                     | Није се квалификовала     | Није се квалификовала     | Није се квалификовала     | Није се квалификовала     | Није се квалификовала     | Није се квалификовала     | Није се квалификовала     |
| 2008.                     | Осмо место                | 4                         | 1                         | 1                         | 2                         | 5                         | 6                         |
| 2012.                     | Треће место               | 6                         | 3                         | 1                         | 2                         | 12                        | 8                         |
| 2016.                     | Треће место               | 6                         | 5                         | 0                         | 1                         | 10                        | 5                         |
| 2020.                     | Шампион                   | 6                         | 2                         | 4                         | 0                         | 6                         | 4                         |
| Укупно                    | 4/7                       | 22                        | 11                        | 6                         | 5                         | 33                        | 23                        |

*Означава нерешене утакмице укључујући нокаут мечеве одлучене извођењем једанаестераца.

### Конкакафов шампионат за жене
| Конкакафов шампионат у фудбалу за жене резултати | Конкакафов шампионат у фудбалу за жене резултати | Конкакафов шампионат у фудбалу за жене резултати | Конкакафов шампионат у фудбалу за жене резултати | Конкакафов шампионат у фудбалу за жене резултати | Конкакафов шампионат у фудбалу за жене резултати | Конкакафов шампионат у фудбалу за жене резултати | Конкакафов шампионат у фудбалу за жене резултати |
| Година                                           | Резултат                                         | Ута                                              | Поб                                              | Нер*                                             | Изг                                              | ГД                                               | ГП                                               |
| ------------------------------------------------ | ------------------------------------------------ | ------------------------------------------------ | ------------------------------------------------ | ------------------------------------------------ | ------------------------------------------------ | ------------------------------------------------ | ------------------------------------------------ |
| 1991.                                            | Другопласирана                                   | 5                                                | 4                                                | 0                                                | 1                                                | 23                                               | 5                                                |
| 1993.                                            | Треће место                                      | 3                                                | 1                                                | 1                                                | 1                                                | 4                                                | 1                                                |
| 1994.                                            | Другопласирана                                   | 4                                                | 3                                                | 0                                                | 1                                                | 18                                               | 6                                                |
| 1998.                                            | Шампион                                          | 5                                                | 5                                                | 0                                                | 0                                                | 42                                               | 0                                                |
| 2000.                                            | Четврто место                                    | 5                                                | 2                                                | 0                                                | 3                                                | 20                                               | 12                                               |
| 2002.                                            | Другопласирана                                   | 5                                                | 4                                                | 0                                                | 1                                                | 26                                               | 3                                                |
| 2006.                                            | Другопласирана                                   | 2                                                | 1                                                | 0                                                | 1                                                | 5                                                | 2                                                |
| 2010.                                            | Шампион                                          | 5                                                | 5                                                | 0                                                | 0                                                | 17                                               | 0                                                |
| 2014.                                            | Није учествовала                                 | Није учествовала                                 | Није учествовала                                 | Није учествовала                                 | Није учествовала                                 | Није учествовала                                 | Није учествовала                                 |
| 2018.                                            | Другопласирана                                   | 5                                                | 4                                                | 0                                                | 1                                                | 24                                               | 3                                                |
| БО 2022.                                         | Квалификовала се                                 | Квалификовала се                                 | Квалификовала се                                 | Квалификовала се                                 | Квалификовала се                                 | Квалификовала се                                 | Квалификовала се                                 |
| Укупно                                           | 10/11                                            | 39                                               | 29                                               | 1                                                | 9                                                | 179                                              | 32                                               |

*Означава нерешене утакмице укључујући нокаут мечеве одлучене извођењем једанаестераца.

### Панамеричке игре
| Панамеричке игре резултати | Панамеричке игре резултати | Панамеричке игре резултати | Панамеричке игре резултати | Панамеричке игре резултати | Панамеричке игре резултати | Панамеричке игре резултати | Панамеричке игре резултати |
| Година                     | Резултат                   | Утакмица                   | Поб                        | Нер*                       | Изг                        | ГД                         | ГД                         |
| -------------------------- | -------------------------- | -------------------------- | -------------------------- | -------------------------- | -------------------------- | -------------------------- | -------------------------- |
| 1999.                      | Четврто место              | 6                          | 3                          | 2                          | 1                          | 16                         | 9                          |
| 2003.                      | Другопласирани             | 4                          | 2                          | 0                          | 2                          | 8                          | 10                         |
| 2007.                      | Треће место                | 6                          | 4                          | 0                          | 2                          | 25                         | 11                         |
| 2011                       | Шампион                    | 5                          | 3                          | 2                          | 0                          | 7                          | 3                          |
| 2015                       | Четврто место              | 5                          | 1                          | 0                          | 4                          | 6                          | 9                          |
| 2019                       | Одустали                   | Одустали                   | Одустали                   | Одустали                   | Одустали                   | Одустали                   | Одустали                   |
| Укупно                     | 5/5                        | 26                         | 13                         | 4                          | 9                          | 62                         | 42                         |

*Означава нерешене утакмице укључујући нокаут мечеве одлучене извођењем једанаестераца.

### Остали турнири
| - Куп Алгарве - Куп Алгарве у фудбалу за жене 2000. Пето место - Куп Алгарве у фудбалу за жене 2001. Четврто место - Куп Алгарве у фудбалу за жене 2002. Осмо место - Куп Алгарве у фудбалу за жене 2003. Седмо место - Куп Алгарве у фудбалу за жене 2016. Шампион - Куп Алгарве у фудбалу за жене 2017. Другопласиране - Куп Алгарве у фудбалу за жене 2018. Пето место - Куп Алгарве у фудбалу за жене 2019. Треће место | - Куп Кипра за жене - Куп Кипра за жене 2008. Шампиони - Куп Кипра за жене 2009. Другопласиране - Куп Кипра за жене 2010. Шампиони - Куп Кипра за жене 2011. Шампиони - Куп Кипра за жене 2012. Другопласиране - Куп Кипра за жене 2013. Другопласиране - Куп Кипра за жене 2014. Пето место - Куп Кипра за жене 2015. Другопласиране |  |

## ФИФА рангирање
Последње ажурирање укључује  25. јун 2021.
Извор:
  Најбоља позиција    Најгора позиција    Највећи напредак    Најмањи напредак  
| 8  | 2021 | —  | —          | —  | —          |
| 8  | 2020 | 8  | Стагнација | 8  | Стагнација |
| 8  | 2019 | 5  | Стагнација | 8  | 2          |
| 5  | 2018 | 4  | 1          | 5  | 1          |
| 5  | 2017 | 4  | 1          | 5  | 1          |
| 4  | 2016 | 4  | 6          | 10 | Стагнација |
| 11 | 2015 | 8  | 1          | 11 | 3          |
| 9  | 2014 | 7  | Стагнација | 9  | 1          |
| 7  | 2013 | 7  | 1          | 8  | 1          |
| 7  | 2012 | 7  | Стагнација | 7  | Стагнација |
| 7  | 2011 | 6  | 3          | 9  | 2          |
| 9  | 2010 | 9  | 4          | 13 | 2          |
| 12 | 2009 | 11 | 1          | 13 | 2          |
| 11 | 2008 | 9  | Стагнација | 11 | 1          |
| 9  | 2007 | 9  | 1          | 10 | Стагнација |
| 11 | 2006 | 10 | 1          | 12 | 1          |
| 13 | 2005 | 11 | Стагнација | 13 | 1          |
| 11 | 2004 | 11 | 1          | 12 | 1          |
| 11 | 2003 | 11 | 2          | 12 | Стагнација |